# Antarchaea detersalis
Antarchaea detersalis är en fjärilsart som beskrevs av Walker 1865. Antarchaea detersalis ingår i släktet Antarchaea och familjen nattflyn. Inga underarter finns listade i Catalogue of Life.